# 華特國際音樂
華特國際音樂股份有限公司（英文：Water Music Co., Ltd.），簡稱華特唱片，是台灣的台語流行音樂主要唱片公司之一。曾創下台語唱片界許多創舉及記錄，2003年謝金燕首張電音舞曲專輯入圍了第14屆金曲獎最佳台語女歌手，更於2007年第18屆金曲獎奪下最佳台語女歌手，2004年秀蘭瑪雅奪下第15屆金曲獎台語金曲歌后，2005年第16屆金曲獎台語金曲歌王王識賢及台語金曲歌后孫淑媚創下台語唱片史上頭一遭金曲歌王歌后由同一家公司奪得。2013年第24屆金曲獎及2014年第25屆金曲獎，華特國際音樂再創台語唱片公司金曲獎入圍人數之最，旗下秀蘭瑪雅、邵大倫、許富凱同時入圍最佳台語女歌手獎及最佳台語男歌手獎。2016年第27屆金曲獎由旗下的黃妃拿下最佳台語女歌手。2018年第29屆金曲獎旗下歌手張艾莉（舊藝名鳳娘）拿下最佳台語女歌手。2024年第35屆金曲獎旗下歌手黃妃再度奪得最佳台語女歌手。
2004年4月，三立電視旗下經營大旗唱片的「大旗製作股份有限公司」被併入華特國際音樂，大旗唱片成為華特國際音樂旗下唱片品牌之一。2008年12月9日，華特國際音樂改名為「華特大旗影音科技有限公司」（Water Touch）。2020年11月3日，華特大旗影音科技宣布解散。
華特國際音樂曾與下列歌手合作發行專輯：謝金燕、王識賢、孫淑媚、施文彬、秀蘭瑪雅、南台灣小姑娘、洪榮宏、吳勇濱、邵大倫、梁一貞、楊哲、葉勝欽等。

## 旗下歌手
| 男歌手              | 男歌手 | 男歌手              | 男歌手   |
| ------------------- | ------ | ------------------- | -------- |
| 洪榮宏              | 蔡佳麟 | 袁小迪 （勝駿娛樂） | 陳子賢   |
| 蔡義德              | 朱德寶 | 陳祈信              | 陳英吉   |
| 女歌手              |        |                     |          |
| 黃妃 （勝駿娛樂）   | 麗蓉   | 謝莉婷              | 蔡多多YU |
| 王思佳 （源鑛娛樂） | 蔡以真 | 方千玉              | 麗小花   |
| 潘姵莉              |        |                     |          |

## 已解約歌手

### 大旗唱片(合併前)
- 賀一航
- 羅健章
- 曾治倫
- 方順吉 (1994年-2000年，2011年轉投禾廣娛樂)
- 方宥心 (原名方婉真出道，1994年-1997年，目前在戲劇發展)
- 王壹珊 (1994年-2000年，後來淡出歌壇)
- 林子娟 (1995年-1999年，2003年轉投乾坤影視)
- 戴梅君 (1997年-1998年，2007年轉投中唱娛樂)
- 孫協志 (1995年-1997年，2001-2010年轉投喬傑立娛樂，現已自立門戶)
- 翁立友 (1998年，2005年轉投豪記唱片)
- 南台灣小姑娘(1996年-2001年，已解散)
- 吳亦帆(以族名吉娃斯·杜嵐名義於2003年發行專輯，2009年復出轉投喜歡音樂，2012年轉投米樂士娛樂)

### 華特音樂(合併後)
- 王識賢(2000年-2009年中旬，2009年底轉投乾坤影視，2012年轉投華納唱片)
- 施文彬(2005年-2010年，2011年轉投禾廣娛樂)
- 李婭莎(2006年－2008年，2011年轉投滾石唱片)
- 郭健一(2009年－2011年，2012年轉投振揚影音)
- 陳雷(2003年-2007年，2008年轉投乾坤影視)
- 謝金燕(2001年－2009年，2010年轉投乾坤影視)
- 孫淑媚(1995年-2009年，2010年轉投乾坤影視)
- 閃亮三姊妹(2003年-2005年，2006年轉投乾坤影視)
- 楊哲 (2009年-2012年，2014年轉投豪記唱片)
- 江惠儀 （2011年，2013年轉投動脈音樂）
- 白冰冰(2001年-2003年，2004年轉投創意音樂）
- 李翊君（2011年－2014年，2015年轉投艾迪昇娛樂）
- 許富凱（2012年－2015年，2016年轉投時代創藝）
- 曹雅雯（2013年－2015年，2016年轉投時代創藝）
- 張文綺（2012年-2015年，2016年轉投時代創藝）
- 吳勇濱（2010年-2016年，已約滿)
- 台灣女孩（2012年，已解散）
- 鄧妙華(2012年，2013年已約滿)
- 高登（2012年-2015，已約滿)
- 陳冠霖（2011年，2017年轉投威林音樂）
- 秀蘭瑪雅(1999年-2016年，2016年轉投米樂士娛樂）
- 邱芸子(2009年-2016年，2017年轉投禧多唱片)
- 梁一貞(2011年-2015年，2017年轉投米樂士娛樂）
- 黃文星(2014年-2016年，2017年轉投米樂士娛樂）
- 柯以敏(2014年，2015年已約滿)
- 陳百潭(2014年-2020年，2020年引退歌壇)[1]
- 張艾莉(2016年-2021年，2021年已約滿)
- 蔡秋鳳(2015年-2020年，2020年已約滿)
- 林為音
- 陳凱欣
- 張星唯
- 林俊吉
- 邵大倫

## 獎項紀錄
| † | 由「大旗製作」發行         |
| ‡ | 由「華特大旗影音科技」發行 |

| 年份                | 獲提名                                  | 獎項                            | 結果 |
| ------------------- | --------------------------------------- | ------------------------------- | ---- |
| 2000                | 秀蘭瑪雅《友情人》†                     | 第11屆金曲獎 最佳方言女演唱人獎 | 提名 |
| 2000                | 秀蘭瑪雅《友情人》†                     | 第11屆金曲獎 最佳新人獎         | 提名 |
| 2001                | 秀蘭瑪雅《愛情歌》†                     | 第12屆金曲獎 最佳方言女演唱人獎 | 提名 |
| 2002                | 秀蘭瑪雅《心故事》†                     | 第13屆金曲獎 最佳方言女演唱人獎 | 提名 |
| 2002                | 王識賢《愛到無命不知驚》                | 第13屆金曲獎 最佳方言男演唱人獎 | 提名 |
| 2003                | 謝金燕《yoyo姊妹》                      | 第14屆金曲獎 最佳台語女演唱人獎 | 提名 |
| 2003                | 孫淑媚《愛你愛到這》†                   | 第14屆金曲獎 最佳台語女演唱人獎 | 提名 |
| 2003                | 王識賢《命中注定》                      | 第14屆金曲獎 最佳台語男演唱人獎 | 提名 |
| 2004                | 秀蘭瑪雅《偷藏》†                       | 第15屆金曲獎 最佳台語女演唱人獎 | 獲獎 |
| 2004                | 孫淑媚《愛情恰恰恰》†                   | 第15屆金曲獎 最佳台語女演唱人獎 | 提名 |
| 2004                | 王識賢《一片天》                        | 第15屆金曲獎 最佳台語男演唱人獎 | 提名 |
| 2005                |                                         |                                 |      |
| 秀蘭瑪雅《真心話》† | 第16屆金曲獎 最佳台語流行音樂演唱專輯獎 | 提名                            |      |
| 秀蘭瑪雅《真心話》† | 第16屆金曲獎 最佳台語女演唱人獎         | 提名                            |      |
| 孫淑媚《愛到坎站》† | 第16屆金曲獎 最佳台語女演唱人獎         | 獲獎                            |      |
| 王識賢《情難忘》    | 第16屆金曲獎 最佳台語男演唱人獎         | 獲獎                            |      |
| 2006                | 秀蘭瑪雅《風過雨無停》†                 | 第17屆金曲獎 最佳台語女演唱人獎 | 提名 |
| 2006                | 孫淑媚《為你夢為你等》†                 | 第17屆金曲獎 最佳台語女演唱人獎 | 提名 |
| 2006                | 王識賢《男人淚》                        | 第17屆金曲獎 最佳台語男演唱人獎 | 提名 |
| 2006                | 陳雷《愛情衝衝衝》                      | 第17屆金曲獎 最佳台語男演唱人獎 | 提名 |
| 2006                | 施文彬《你愛的不是我》                  | 第17屆金曲獎 最佳台語男演唱人獎 | 提名 |
| 2007                | 秀蘭瑪雅《夢中情網》†                   | 第18屆金曲獎 最佳台語女歌手獎   | 提名 |
| 2007                | 謝金燕《嗆聲》†                         | 第18屆金曲獎 最佳台語女歌手獎   | 獲獎 |
| 2007                | 陳雷《人在江湖》                        | 第18屆金曲獎 最佳台語男歌手獎   | 提名 |
| 2007                | 施文彬《真情味》†                       | 第18屆金曲獎 最佳台語男歌手獎   | 獲獎 |
| 2008                | 秀蘭瑪雅《望鄉思情》†                   | 第19屆金曲獎 最佳台語女歌手獎   | 提名 |
| 2008                | 孫淑媚《愛你的機會》†                   | 第19屆金曲獎 最佳台語女歌手獎   | 提名 |
| 2008                | 王識賢《堅強》†                         | 第19屆金曲獎 最佳台語男歌手獎   | 提名 |
| 2009                | 秀蘭瑪雅《夢中的形影》†                 | 第20屆金曲獎 最佳台語專輯獎     | 提名 |
| 2009                | 秀蘭瑪雅《夢中的形影》†                 | 第20屆金曲獎 最佳台語女歌手獎   | 提名 |
| 2009                | 施文彬《苦酒戀歌》†                     | 第20屆金曲獎 最佳台語男歌手獎   | 提名 |
| 2010                | 秀蘭瑪雅《故鄉月》‡                     | 第21屆金曲獎 最佳台語女歌手獎   | 提名 |
| 2011                | 秀蘭瑪雅《寄付》‡                       | 第22屆金曲獎 最佳台語女歌手獎   | 提名 |
| 2011                | 洪榮宏《上愛的人》‡                     | 第22屆金曲獎 最佳台語男歌手獎   | 提名 |
| 2011                | 吳勇濱《愛唱歌的人》                    | 第22屆金曲獎 最佳台語男歌手獎   | 提名 |
| 2012                | 秀蘭瑪雅《不能沒有你》                  | 第23屆金曲獎 最佳台語女歌手獎   | 提名 |
| 2012                | 洪榮宏《美麗的情歌》                    | 第23屆金曲獎 最佳台語男歌手獎   | 提名 |
| 2013                | 秀蘭瑪雅《第三月台》                    | 第24屆金曲獎 最佳台語女歌手獎   | 提名 |
| 2013                | 許富凱《寫乎你的歌》                    | 第24屆金曲獎 最佳台語男歌手獎   | 提名 |
| 2013                | 邵大倫《漂浪的靈魂》                    | 第24屆金曲獎 最佳台語男歌手獎   | 提名 |
| 2014                | 秀蘭瑪雅《紅花》                        | 第25屆金曲獎 最佳台語女歌手獎   | 提名 |
| 2014                | 許富凱《故鄉的門口埕》                  | 第25屆金曲獎 最佳台語男歌手獎   | 提名 |
| 2014                | 邵大倫《真情》                          | 第25屆金曲獎 最佳台語男歌手獎   | 提名 |
| 2015                | 許富凱《一寸真心》                      | 第26屆金曲獎 最佳台語男歌手獎   | 提名 |
| 2016                | 秀蘭瑪雅《天頂星》                      | 第27屆金曲獎 最佳台語女歌手獎   | 提名 |
| 2016                | 黃妃《無字天書》                        | 第27屆金曲獎 最佳台語女歌手獎   | 獲獎 |
| 2016                | 曹雅雯《一生平安》                      | 第27屆金曲獎 最佳台語女歌手獎   | 提名 |
| 2016                | 許富凱《少年夢》                        | 第27屆金曲獎 最佳台語男歌手獎   | 提名 |
| 2017                | 鳳娘《風聲》                            | 第28屆金曲獎 最佳台語女歌手獎   | 提名 |
| 2017                | 秀蘭瑪雅《唱乎甲己來聽》                | 第28屆金曲獎 最佳台語女歌手獎   | 提名 |
| 2018                | 張艾莉《艾莉，愛你》                    | 第29屆金曲獎 最佳台語女歌手獎   | 獲獎 |
| 2019                | 蔡秋鳳《離水的魚》                      | 第30屆金曲獎 最佳台語女歌手獎   | 提名 |
| 2022                | 黃妃《無閂》                            | 第33屆金曲獎 最佳台語女歌手獎   | 提名 |
| 2023                | 黃妃《回想》                            | 第34屆金曲獎 最佳台語女歌手獎   | 提名 |
| 2024                | 黃妃《十八般武藝》                      | 第35屆金曲獎 最佳台語女歌手獎   | 獲獎 |

## 外部連結
- 華特國際音樂 （页面存档备份，存于）
- YouTube上的華特音樂頻道